# Heterorhabdus tenuis
Heterorhabdus tenuis är en kräftdjursart som beskrevs av Tanaka 1964. Heterorhabdus tenuis ingår i släktet Heterorhabdus och familjen Heterorhabdidae. Inga underarter finns listade i Catalogue of Life.